# Hydrogenophaga bisanensis
Hydrogenophaga bisanensis es una bacteria gramnegativa del género Hydrogenophaga. Fue descrita en el año 2008. Su etimología hace referencia a la ciudad de Bisan, en Corea del Sur. Es aerobia. Tiene un tamaño de 0,4-0,6 μm de ancho por 1-5 μm de largo. Forma colonias circulares, elevadas, lisas y amarillentas en agar NA tras 3 días de incubación. Temperatura de crecimiento entre 15-46 °C, óptima de 30-37 °C. Catalasa positiva. Es sensible a ampicilina, cefalotina, cloranfenicol, gentamicina, kanamicina, neomicina, novobiocina, penicilina, polimixina, estreptomicina y tetraciclina. Resistente a lincomicina. Se ha aislado de aguas residuales de una fábrica de tintes textiles en Corea del Sur. 